# Powiat Jászberény
Powiat Jászberény (węg. Jászberényi járás) – jeden z siedmiu powiatów komitatu Jász-Nagykun-Szolnok na Węgrzech. Siedzibą władz jest miasto Jászberény.

## Miejscowości powiatu Jászberény
- Alattyán
- Jánoshida
- Jászágó
- Jászalsószentgyörgy
- Jászapáti
- Jászárokszállás
- Jászberény
- Jászboldogháza
- Jászdózsa
- Jászfelsőszentgyörgy
- Jászfényszaru
- Jászivány
- Jászjákóhalma
- Jászkisér
- Jászladány
- Jászszentandrás
- Jásztelek
- Pusztamonostor